# Horymír Netuka
Horymír Netuka (ur. 17 września 1929 w Trzcianie, zm. 26 sierpnia 2001 w Novej Dubnicy) – słowacki bokser, medalista mistrzostw Europy w 1955, olimpijczyk. Reprezentował Czechosłowację.

## Osiągnięcia sportowe
Startował w wadze ciężkiej (powyżej 81 kg). Wystąpił w niej na igrzyskach olimpijskich w 1952 w Helsinkach, gdzie wygrał z Carlem Fitzgeraldem z Australii, a w następnej walce przegrał z przyszłym srebrnym medalistą Ingemarem Johanssonem ze Szwecji i odpadł z turnieju. Na mistrzostwach Europy w 1953 w Warszawie przegrał pierwszą walkę w ćwierćfinale z późniejszym wicemistrzem Bogdanem Węgrzyniakiem.
Zdobył brązowy medal w wadze ciężkiej na mistrzostwach Europy w 1955 w Berlinie Zachodnim po wygraniu dwóch walk (w tym ćwierćfinałowej z Törnerem Åhsmanem ze Szwecji) i przegranej w półfinale z Algirdasem Šocikasem ze Związku Radzieckiego.
Był siedmiokrotnym mistrzem Czechosłowacji w wadze ciężkiej w latach 1949–1955 oraz wicemistrzem w 1956 (w finale pokonał go Josef Němec).
Później pracował przez wiele lat jako trener boksu, m.in. w Dukli Kromieryż i Dukli Ołomuniec.